# Муньос Навас, Даниэль
Даниэль Муньос Навас (исп. Daniel Muñoz Navas; род. 19 июля 2006, Эстепона, Андалусия) — испанский футболист, защитник клуба «Атлетико Мадрид».

## Клубная карьера
Муньос — воспитанник клуба «Атлетико Мадрид».

## Международная карьера
В 2023 году в составе юношеской сборной Испании Муньос принял участие в юношеском чемпионате Европы в Венгрии. На турнире он сыграл в матчах против сборных Италии, Сербии и Ирландии.
В том же году в составе юношеской сборной Испании Муньос принял участие в юношеском чемпионате мира в Индонезии. На турнире он сыграл в матчах против команд Канады, Мали и Японии.
В 2024 году в составе юношеской сборной Испании Муньос принял участие в юношеском чемпионате Европы в Северной Ирландии. На турнире он сыграл в матче против сборной Франции.

## Достижения
Сборная Испании (до 19 лет)
- Победитель чемпионата Европы (до 19 лет): 2024